# Zekkai Chūshin
Zekkai Chūshin (ur. 9 grudnia 1336, zm. 3 maja 1405; jap. 絶海中津) – japoński mistrz zen szkoły rinzai, uczeń Musō Sosekiego, poeta, kaligraf i czołowa postać ruchu gozan.

## Życiorys
Pochodził z rejonu w prefekturze Kōchi na wyspie Sikoku. Jeszcze jako chłopiec udał się do Kioto, gdzie dokonał ceremonii tonsurowej (postrzyżyn) w klasztorze Tenryū w wieku 14 lat. Asystował przy opiece na chorym mistrzem Musō Sosekim przez cały rok aż do jego śmierci. Jako nowicjusz pilnie przykładał się do praktyki zazen i osiągnął pewne doświadczenie oświecenia. Po trzech latach, w 1353 roku, został wysłany do Kennin-ji, którego opatem był wówczas Ryūzan Tokken (1284–1368?). Jego codzienną praktyką kierował uczeń mistrza Musō - Gidō Shūshin (1325–1388). Od obu swoich nauczycieli otrzymał podstawy stylu geju szkoły Gulina Qingmao (1262–1316). W 1364 Ryūzan został opatem najbardziej prestiżowego klasztoru zen - Nanzen-ji, ale przez dziesięć lat, które Zekkai spędził w Kennin-ji, poznał najwybitniejsze osobowości zenu tych czasów.
Marzeniem Zekkeia była podróż do Chin, co zrealizował w latach 1368-1378. W jakiś czas po przybyciu do tego kraju znalazł przyjaźnie nastawionego nauczyciela, którym został Jitan Zongle, uczeń znanego mnicha-poety Xiaoyina Daxina. Literacki styl praktyki był dla Zekkeia czymś zupełnie nowym. Głównie inspirowany przez Xiaoyina ruch literacki przenosił tradycje okresu Song do okresu Yuan. Był wyzwolony z chanistycznych i buddyjskich sposobów ekspresji i był de facto nowym zupełnie zsekularyzowanym stylem. Zekkai był zainteresowany tym nowym sposobem wyrazu i starał się o praktyczne jego zastosowanie. W ciągu dziesięcioletniego pobytu w Chinach odwiedził wiele klasztorów, w których uczniowie Xiaoyina doskonalili formę literacką ich mistrza.
Po powrocie do Japonii spotkał się w Kioto ze swoim przyjacielem Gidō Shūshinem. Przy jego pomocy został wyznaczony na opata klasztoru Erin w Kai w prefekturze Yamanashi. Przebywał tam przez trzy lata, ale w końcu musiał ustąpić przed ponagleniami ze strony sioguna Yoshimitsu i powrócił do Kioto. Siogun zaoferował mu liczne wysokie urzędy, jednak z powodu nieporozumień, Zekkai został wygnany z Kioto w 1384 roku. W dwa lata później siogun zreflektował się i zezwolił na powrót do Kioto. W latach 1386–1391 Zekkai był opatem Tōji-ji. W 1388 roku zmarł Gidō i Zekkai stał się ostatnim żyjącym uczniem Musō i uznanym liderem ruchu gozan.
W roku 1392 Zekkai został opatem Shōkoku-ji, do którego należał mały klasztor Rokuon-in, będący tradycyjnie już siedzibą urzędu sōroku. Po śmierci mnicha Shun’oku Myōha (także ucznia Musō), szefa tego urzędu, stanowisko to objął Zekkai. Dwukrotnie rezygnował ze stanowiska opata, ale Yoshimitsu natychmiast kazał mu powrócić na nie. Gdy w 1394 klasztor ten uległ pożarowi, Zekkai po raz trzeci został jego opatem i przyczynił się do jego odbudowy. Zasadniczo cieszył się opieką sioguna, który także umieścił Shōkoku-ji na czele listy "pięciu klasztorów", nad Tenryū-ji.
Mistrz zen Zekkai Chūshin zmarł w 1405 roku.

## Rola Zekkaia w ruchugozan
Jego rola w ruchu gozan leży głównie w decydującym wpływie jaki miał na rozwój literacki ruchu. Zmienił on styl przewodniczenia ruchowi przez Gidō Shūshina, co musiało go dotknąć, jednak ich przyjaźń zwyciężyła i nigdy nie doszło do zatargu. Do bezkonfliktowo przeprowadzonych zmian przyczyniło się łagodne, pokojowe nastawienie Gidō jak i pełen szacunek dla niego ze strony młodszego Zekkaia.
Podczas gdy Musō pozostał całkowicie japoński, to jego uczniowie, a zwłaszcza Gidō i Zekkai, poddali się w wielkim stopniu wpływom chińskim. Dotyczy do zwłaszcza Zekkaia, który całkowicie poświęcił się jako prawdziwy poeta nowemu poetyckiemu stylowi stworzonemu przez Xiaoyina i którego nauczył się od jego ucznia – Jitana. Jego twórczość była całkowicie chińska i doskonale pasowała do chińskiego charakteru dworu sioguna Yoshimitsu.
| Pustka spadła na ziemię Gwiazdy płonące spadają za żelazną górą Kręcąc salta, upadam obok gwiazd palących pustkę |

## Prace literackie
- Zbiór Zekkai Osho
- Shoken-shu

## Linia przekazu Dharmy zen
Pierwsza liczba oznacza liczbę pokoleń od Pierwszego Patriarchy chan w Indiach Mahakaśjapy.
Druga liczba oznacza liczbę pokoleń od Pierwszego Patriarchy chan w Chinach Bodhidharmy.
Trzecia liczba oznacza początek nowej linii przekazu w innym kraju.
- 49/22. Huqiu Shaolong (1077–1136)
  - 50/23. Ying’an Tanhua (1103–1163)
    - 51/24. Mi’an Xianjie (1118–1186)
      - 52/25. Songyuan Chongyue (1139–1209
        - 53/26. Yun’an Puyan (1156–1226)
          - 54/27. Xutang Zhiyu (1189–1269)
            - 55/28/1. Nampo Jōmyō (1235–1309) Japonia. Szkoła rinzai.

      - 52/25. Po’an Zuxian (1136–1211)
        - 53/26. Wuzhun Shifan (Yuanjiao) (1177–1249)
          - 54/27. Wuxue Zuyuan (1226–1286) (także Foguang)
            - 55/28/1. Mugai Nyodai (1223–1298) mniszka, pierwsza mistrzyni zen
            - 55/28/1. Kōhō Kennichi (1241–1316) Japonia.
              - 56/29/2. Musō Soseki (1275–1351)
                - 57/30/3. Mukyoku Shigen (1282–1359)
                  - 58/31/4. Donchū Dōhō (1365–1498)

                - 57/30/3. Shun'oku Myōha (1311–1388)
                - 57/30/3. Chūgan Engetsu (1300–1375)
                - 57/30/3. Gidō Shūshin (1325–1388)
                - 57/30/3. Zekkai Chūshin (1336–1405)
                  - 58/31/4. Ishō Tokugan (bd)
                    - 59/32/5. Zuikei Shūhō (1391–1473)
                    - 59/32/5. Kisei Reigen (1403–1488)

            - 55/28/1. Kian Soen (1261–1313)) Japonia.
            - 55/28/1. Muchaku (ur. 1243) Japonia. Mniszka
            - 55/28/1. Hōjō Tokimune (1251–1284) Japonia.
            - 55/28/1. Ichiō Inkō (1210–1281)Japonia

          - 54/27. Wu’an Puning (1197–1276)
            - 55/28/1. Hōjō Tokiyori (1227–1263) Japonia

          - 54/27/1. Enni Ben’en (1201–1280) Japonia (Tōfuku-ji)
            - 55/28/2. Tōzan Tanshō (1231–1291) (Tōfuku-ji)
            - 55/28/2. Mukan Gengo (Fumon) (1212–1291) (Tōfuku-ji), założyciel Nanzen-ji
            - 55/28/2. Hakuun Egyō (bd) (Tōfuku-ji)
            - 55/28/2. Sansō E’un (1231–1301) (Tōfuku-ji)
            - 55/28/2. Zōsan Junkū (1233–1308) (Tōfuku-ji)
            - 55/28/2. Chigotsu Daie (1229–1312) (Tōfuku-ji)
            - 55/28/2. Jikiō Chikan (1245–1322) (Tōfuku-ji)
            - 55/28/2. Mujū Dōgyō (1226–1313)
            - 55/28/2. Sōhō Sōgen (1262–1335)
            - 55/28/2. Jinshi Eison (1195–1272)

          - 54/27. Wanji Xingmi (bd)
            - 55/28. Yishan Yining (1217–1317)
              - 56/29/1. Kokan Shiren (1278–1346) Japonia
              - 56/29/1. Sesson Yūbai (1290–1346) Japonia

          - 54/27. Xueyan Huilang (bd)
            - 55/28. Gaofeng Yuanmiao (1238–1295)
              - 56/29/1. Zhongfeng Mingben (1263–1323) Japonia
                - 57/29. Tianru Weize (zm. 1354)
                - 57/30/2. Kosen Ingen (1295–1374) Japonia

            - 55/28. Qi’an Zongxin (bd)
              - 56/29. Shiwu Qinggong (1272–1352)
                - 57/30/1. T'aego Poŭ (1301–1382) Korea. Szkoła imje
                - 57/30/1. Paegun Kyŏnghan (1298–1374) Korea